# Economicismo (scienze sociali)
Con il termine economicismo (o economismo) si intende la riduzione della vita sociale, politica, culturale ai principi economici considerati preminenti su tutti gli aspetti della vita umana. La parola vuole designare la concezione di coloro che vedono nell'accrescimento economico la soluzione, o quasi, di tutti i problemi dell'esistenza. La teoria economicistica si applicherebbe non solo a quelli che possono realmente aspirare alla ricchezza ma anche a quelli che non hanno nessuna o poche probabilità di arricchirsi. Per ambedue queste categorie l'economicismo diventa la struttura indeformabile entro cui svolgere la propria esistenza: gli uni per difendere ciò che si possiede ed accrescerlo, gli altri per indirizzare i propri sforzi per raggiungere la ricchezza.
Uno dei primi critici dell'economicismo è Antonio Rosmini (1797–1855) secondo il quale il principale problema dell'economia moderna non è il fattore economico ma quello etico e culturale. L'aver abbandonato ogni considerazione di valore morale nella condotta economica secondo Rosmini è dipeso dall'avvento della filosofia utilitaristica che considera il fine di ogni azione umana nel conseguimento del vantaggio personale.
Tra gli autori che usarono polemicamente la definizione di economicismo è da annoverare Georges Eugène Sorel (1847–1922) che nelle opere La decomposizione del marxismo e Le illusioni del progresso (1909), su posizioni simili a quelle espresse da Benedetto Croce (1866–1952), si scagliava contro la classe borghese isterilita da una visione esclusivamente utilitaristica dell'esistenza.
Il concetto è stato usato in senso dispregiativo nei confronti di un certo marxismo di origine positivistica, accusato di ridursi a semplice teoria economica escludente ogni motivazione ideale dal progetto comunista, trasformandosi così in una sorta di evoluzionismo economicistico.
Ispirato dalla Rivoluzione culturale cinese e dal pensiero di Mao Tse-Tung - e congiuntamente a un altro pensatore marxista quale il filosofo Louis Althusser (1918–1990) - Charles Bettelheim (1913–2006) contrastava l'economicismo e il "primato dei mezzi di produzione" del marxismo tradizionale. Contro l'idea che la trasformazione socialista dei rapporti sociali fosse un effetto necessario e naturale dello sviluppo delle forze produttive che, con l'abolizione della proprietà privata, avrebbe fatto cadere ogni differenza di classe, Bettelheim affermava che in effetti dopo la rivoluzione, con l'instaurazione della proprietà "socialista", le classi erano sopravvissute e, quindi, auspicava l'abbandono nella fiducia nei benefici automatici dell'economicismo e la necessità di trasformare politicamente e attivamente le relazioni sociali. L'ideologia "economicistica" (il "primato delle forze produttive"), cioè, nata con la socialdemocrazia e supportata dagli interessi dell'"aristocrazia operaia" e degli intellettuali progressisti, fu riadottata nei provvedimenti del Partito bolscevico, che legittimando le nuove élite tecnocratiche, ricostituì le stesse gerarchie, divisioni del lavoro e differenze sociali del capitalismo. Il miraggio "legale", secondo il quale la proprietà dello Stato è definita "socialista", celava quindi una situazione di sfruttamento.
Di economicismo è stata accusata anche la teoria economica del liberismo per quanto riguarda la microeconomia classica, dove la legge dell'offerta e della domanda sono gli unici elementi per esplicare e decidere il comportamento economico della società mettendo da parte tutti gli altri fattori culturali, politici e morali. In questo senso la critica può essere rivolta contro lo stesso Adam Smith (1723–1790), il fondatore della teoria liberista sostenitore della superiorità della legge del mercato su ogni altra considerazione di ordine spirituale: «Non è dalla generosità del macellaio, del birraio o del fornaio che noi possiamo sperare di ottenere il nostro pranzo, ma dalla valutazione che essi fanno dei propri interessi...».
Tra i moderni critici dell'economismo deve essere annoverato Serge Latouche (1940). Per lui si tratta di "far uscire il martello economico dalla testa", cioè di "decolonizzare l'immaginario occidentale", che è stato assoggettato dall'economicismo sviluppista In questo quadro egli critica anche il cosiddetto "sviluppo sostenibile", espressione prima vista di senso positivo, ma che in realtà è profondamente contraddittoria e che rappresenta un tentativo estremo dell'economicismo di far sopravvivere lo sviluppo, cioè la crescita economica, facendo credere che da essa dipenda il benessere dei popoli. I numerosi testi di Latouche invece evidenziano che i maggiori problemi ambientali e sociali del nostro tempo sono dovuti proprio alla crescita ed ai suoi effetti collaterali; di qui l'urgenza, per tentare di rispondere alle gravi emergenze del presente, di una strategia di decrescita, incentrata su valori etici quali la sobrietà, il senso del limite.
Si è anche discusso della discutibile trasformazione di un economicismo "cattivo", secondo la definizione classica, ad un neo-economicismo "buono", basato su un'ipotetica conciliazione di etica ed economia e arricchito di ingredienti umani. In realtà, secondo alcuni interpreti, questo economicismo esprime l'esigenza di un'ulteriore espansione delle motivazioni economiche nella condotta umana.